# Karl Lauckhard
Karl Lauckhard (* 4. Dezember 1776 in Saarbrücken; geboren Karl Ludwig Friedrich Lauckhard; † nach 1839) war Verwaltungsbeamter, Notar, Kommunalpolitiker und Bürgermeister von Alt-Saarbrücken (1814).

## Herkunft
Sein Vater war der in nassau-saarbrückischen Diensten stehende Regierungsadvokat Johann Friedrich Daniel Lauckhard, von seiner Mutter ist nichts überliefert. Er heiratete am 26. Juli 1802 Dorothea Margaretha, Tochter des Sankt Johanner Hufschmieds Jost Bach. Über seine Nachkommen ist nichts niedergeschrieben. Nach Beendigung seiner Beamtenlaufbahn 1839 zog er von Saarbrücken fort, danach verliert sich seine Spur. Wo er seinen Lebensabend verbrachte und wann er starb, ist nicht bekannt.

## Öffentliche Ämter
Karl Lauckhard war zunächst als Dolmetscher (frz. interpréte) tätig. Mit Ablösung der feudalen Verwaltungsstrukturen des letzten Fürsten Ludwig zu Nassau-Saarbrücken durch die französische Munizipalverwaltung an der Saar begann seine Karriere als Verwaltungsbeamter. Am 26. Juli 1804 wurde er Einnehmer und Sekretär der Verwaltungskommission des Saarbrücker Bürgerhospitals, dieses Amt hatte er bis zum 14. März 1807 inne. Ab 1805 war Lauckhard Schreiber (frz. greffier) am Friedensgericht des Kantons Saarbrücken, es folgte seine Ernennung zum öffentlichen Notar im Jahre 1811. Nach dem Rücktritt Heinrich Böckings wurde er im April 1814 vom Generalgouvernementskommissar Karl Ruppenthal zum Bürgermeister von Saarbrücken ernannt, am 19. Mai 1814 folgte die Amtseinführung. Er übte das Amt nur wenige Tage bis zur Wiedereinsetzung Sebastian Bruchs durch die französischen Behörden am 9. Juli 1814 aus.
Nach den Beschlüssen des Wiener Kongresses bis zum 9. Juni 1815 wurde der Einfluss Frankreichs wieder auf die Grenzen von 1790 reduziert, Saarbrücken fiel endgültig an Preußen. Am 23. Juli 1815 wurde Lauckhard Mitglied des neu errichteten Stadtrates, zusammen mit Heinrich Böcking Delegierter der propreußischen Partei bei den Friedensverhandlungen in Paris. Vom 25. Juli 1815 bis 26. August 1815 war er Kommandeur der neu gebildeten Bürgergarde in Saarbrücken. Ab 1815 übte er das Amt eines Notars an den Friedensgerichtsbezirken Saarbrücken und Sankt Johann aus. Seine kommunalpolitische Karriere endete am 19. Februar 1838 mit seinem Austritt aus dem Stadtrat. Anlass war ein Zerwürfnis mit Heinrich Böcking, das bereits auf ihre gemeinsame Pariser Delegierung zurückging. Am 4. Februar 1839 schied er auf eigenen Wunsch aus dem Notariatsamt aus.